# سوتورینا
سوتورینا (به لاتین: Sutorina) یک منطقهٔ مسکونی در مونته‌نگرو است که در شهرداری هرتسگ نووی واقع شده‌است. سوتورینا ۶۷۰ نفر جمعیت دارد.